# Анте Палаверса
Анте Палаверса (хорв. Ante Palaversa, нар. 6 квітня 2000, Спліт) — хорватський футболіст, півзахисник шотландського клубу «Абердин».

## Клубна кар'єра
Народився 6 квітня 2000 року в місті Спліт. Вихованець футбольної школи клубу «Хайдук» (Спліт). 2017 року дебютував виступами за резервну команду «Хайдук-2» (Спліт), в якій провів один сезон, взявши участь у 19 матчах чемпіонату, після чого був переведений до першої команди. Там Анте наступний сезон своєї ігрової кар'єри, більшість часу, проведеного у складі «Хайдука», був основним гравцем команди.
2019 року Палаверса став гравцем англійського «Манчестер Сіті», але у команді так і не дебютував, натомість виступав на правах оренди за «Остенде», «Хетафе» та «Кортрейк».
31 серпня 2022 року підписав трирічний контракт із французьким клубом «Труа». У своєму першому сезоні там він зіграв лише два матчі в Лізі 1 та вилетів з командою до другого дивізіоні. Втім, навіть у Лізи 2 хорват не став основним гравцем, провівши наступного року ще 7 ігор за клуб.
8 серпня 2024 року Палаверса підписав річний контракт з клубом шотландської Прем'єр-ліги «Абердином» і у першому ж сезоні став з командою володарем національного кубка. Станом на 17 травня 2025 року відіграв за команду з Абердина 30 матчів в національному чемпіонаті.

## Виступи за збірні
2014 року дебютував у складі юнацької збірної Хорватії (U-14), загалом на юнацькому рівні взяв участь у 51 іграх, відзначившись 8 забитими голами.
Протягом 2021—2023 років залучався до складу молодіжної збірної Хорватії, з якою брав участь у молодіжному чемпіонаті Європи 2023 року. На турнірі Палаверса зіграв у двох із трьох матчів групового етапу, але хорвати не вийшли у плей-оф. Загалом на молодіжному рівні зіграв у 10 офіційних матчах.

## Статистика виступів

### Статистика клубних виступів
Станом на 17 травня 2025
| Сезон                | Команда              | Чемпіонат            | Чемпіонат | Чемпіонат | Національний кубок | Національний кубок | Національний кубок | Континентальні кубки | Континентальні кубки | Континентальні кубки | Інші змагання | Інші змагання | Інші змагання | Усього | Усього | Усього |
| Сезон                | Команда              | Ліга                 | Ігор      | Голів     | Ліга               | Ігор               | Голів              | Ліга                 | Ігор                 | Голів                | Ліга          | Ігор          | Голів         | Ігор   | Голів  |        |
| -------------------- | -------------------- | -------------------- | --------- | --------- | ------------------ | ------------------ | ------------------ | -------------------- | -------------------- | -------------------- | ------------- | ------------- | ------------- | ------ | ------ | ------ |
| 2017–18              | «Хайдук-2» (Спліт)   | 2Л                   | 19        | 2         | -                  | -                  | -                  | -                    | -                    | -                    | -             | -             | -             | 19     | 2      |        |
| 2018–19              | «Хайдук» (Спліт)     | 1.HNL                | 27        | 2         | КЧ                 | 2                  | 0                  | ЛЄ                   | 1                    | 0                    | -             | -             | -             | 30     | 2      |        |
| 2019–20              | «Остенде»            | Д1                   | 19        | 0         | КБ                 | 1                  | 0                  | -                    | -                    | -                    | -             | -             | -             | 20     | 0      |        |
| 2020-січ. 2021       | «Хетафе»             | ПД                   | 2         | 0         | КІ                 | 2                  | 0                  | -                    | -                    | -                    | -             | -             | -             | 4      | 0      |        |
| січ.-черв. 2021      | «Кортрейк»           | Д1                   | 9         | 2         | КБ                 | 1                  | 0                  | -                    | -                    | -                    | -             | -             | -             | 10     | 2      |        |
| 2021–22              | «Кортрейк»           | Д1                   | 30        | 1         | КБ                 | 3                  | 0                  | -                    | -                    | -                    | -             | -             | -             | 33     | 1      |        |
| Усього за «Кортрейк» | Усього за «Кортрейк» | Усього за «Кортрейк» | 39        | 3         |                    | 4                  | 0                  |                      | -                    | -                    |               | -             | -             | 43     | 3      |        |
| 2022–23              | «Труа-2»             | НЧ3                  | 2         | 0         | -                  | -                  | -                  | -                    | -                    | -                    | -             | -             | -             | 2      | 0      |        |
| 2023–24              | «Труа-2»             | НЧ3                  | 1         | 0         | -                  | -                  | -                  | -                    | -                    | -                    | -             | -             | -             | 1      | 0      |        |
| Усього за «Труа-2»   | Усього за «Труа-2»   | Усього за «Труа-2»   | 3         | 0         |                    | -                  | -                  |                      | -                    | -                    |               | -             | -             | 3      | 0      |        |
| 2022–23              | «Труа»               | Л1                   | 2         | 1         | КФ                 | 0                  | 0                  | -                    | -                    | -                    | -             | -             | -             | 2      | 1      |        |
| 2023–24              | «Труа»               | Л2                   | 7         | 0         | КФ                 | 0                  | 0                  | -                    | -                    | -                    | -             | -             | -             | 7      | 0      |        |
| Усього за «Труа»     | Усього за «Труа»     | Усього за «Труа»     | 9         | 1         |                    | 0                  | 0                  |                      | -                    | -                    |               | -             | -             | 9      | 1      |        |
| 2024–25              | «Абердин»            | ПЛ                   | 30        | 2         | КШ+КЛ              | 5+2                | 0                  | -                    | -                    | -                    | -             | -             | -             | 37     | 2      |        |
| Усього за кар'єру    | Усього за кар'єру    | Усього за кар'єру    | 148       | 10        |                    | 16                 | 0                  |                      | 1                    | 0                    |               | -             | -             | 165    | 10     |        |